# Feliks I Lipiński
Feliks Lipiński (Zakliczyn, 1765 - [...?], 1847) fou instrumentista, compositor i director d'orquestra.
Actuà a Polònia coma director d'orquestra i també com a virtuós del clarinet i del violí.
És autor d'un Allegro de concert. Fou el pare dels compositors i músics Karol Lipiński (1790-1861), Feliks II Lipiński (1815-1869) i Anton del qual nomes se'n sap que fou un violinista excel·lent, però s'ignoren tota classe de dades biogràfiques.